# Tomás Ojeda
José Tomás Ojeda Álvarez (* 20. April 1910 in Carén, Illapel oder Antofagasta; † 20. Februar 1983 in Santiago) war ein chilenischer Fußballspieler. Der Stürmer bestritt sieben Länderspiele für Chile und gewann mit Audax Italiano die Meisterschaft 1936.

## Karriere

### Verein
Ojeda, auch bekannt unter dem Spitznamen Chico ("Junge"), begann seine Karriere 1927 bei Boca Juniors Antofagasta, wo er bis 1930 spielte. Danach wechselte der Offensivspieler zum Hauptstadtklub Audax Italiano, der ab 1933 in der neugegründeten in der Primera División antrat. In der Saison 1936 holte er mit Audax die chilenische Meisterschaft.

### Nationalmannschaft
Ojeda war Mitglied der Nationalmannschaft seines Heimatlandes und  absolvierte mindestens sieben Länderspiele. Er nahm mit Chile an der ersten Fußball-Weltmeisterschaft 1930 teil. Dort kam er in den Spielen gegen Frankreich und Mexiko zum Einsatz. Zudem gehörte er dem chilenischen Aufgebot bei der Südamerikameisterschaft 1937 an. Dort absolvierte Ojeda alle fünf Turnierspiele, darunter die Partie gegen Uruguay mit dem historischen 3:0-Erfolg als Einwechselspieler.

## Erfolge
Audax Italiano
- División de Honor: 1931
- Campeonato de Apertura: 1932
- Chilenischer Meister: 1936